# Claudio Lurati
Claudio Lurati MCCJ (ur. 21 lutego 1962 w Como) – włoski duchowny rzymskokatolicki, kombonianin, wikariusz apostolski Aleksandrii od 2020.

## Życiorys
Urodził się 21 lutego 1962 w Como w regionie Lombardi, gdzie ukończył szkołę średnią. Następnie wstąpił do Zgromadzenia Misjonarzy Serca Jezusowego Komboni, gdzie podjął studia filozoficzne i teologiczne, a w 1985 złożył śluby czasowe. Uzyskał maturę na Uniwersytecie Urbaniana w Nairobi (Kenia) i 27 marca 1989 złożył śluby wieczyste. Święcenia prezbiteratu otrzymał 23 września 1989 w Lipomo.
Ukończył szkolenie na kursie zarządzania majątkiem zorganizowanym przez organizację międzyzborową CNEC. 
Po święceniach przez pierwsze lata poświęcił się pracy misyjnej. W 1995 został wysłany do (dzisiejszego) Sudanu Południowego, a stamtąd do Egiptu – gdzie jako misjonarz pełnił posługę duszpasterską, aż do powołania na stanowisko Wiceprezesa Delegatury Misjonarzy Komboni w 1999. Następnie w latach 2002–2007 został przełożonym, a w latach 2007–2020 pełnił funkcję ekonoma generalnego Zgromadzenia.
6 sierpnia 2020 papież Franciszek prekonizował go wikariuszem apostolskim Aleksandrii. 30 października 2020 otrzymał święcenia biskupie w bazylice konkatedralnej Najświętszej Marii Panny z Helipolis w Kairze. Głównym konsekratorem był kardynał Leonardo Sandri, prefekt Kongregacji ds. Kościołów Wschodnich, zaś współkonsekratorami arcybiskup Pierbattista Pizzaballa, łaciński patriarcha Jerozolimy, i arcybiskup Nicolas Thévenin, nuncjusz apostolski w Egipcie. Jako zawołanie biskupie przyjął słowa „Quærite primum regnum Dei” (Szukajcie najpierw królestwa Bożego).